# 泰迪羅賓
泰迪·羅賓（1945年3月20日—），原名關維鵬，香港男歌手、詞曲作者、電影人、以及演員。1960年代中熱愛音樂的Teddy與朋友組成樂隊參與著名唱片騎師Uncle Ray的電台表演節目後，備受鑽石唱片欣賞，成為全香港第一位全華人揺滾樂團Teddy Robin and the Playboys的主音歌手及結他手，風靡當年全港樂迷。其後演出第一部電影《愛情的代價》。同時學習電影製作。
1970年代末期從事電影製作，泰迪羅賓在1979年監製首部電影《點指兵兵》，獲得非常好的口碑和票房，先後是珠城電影公司、新藝城電影公司的重臣；再成為好朋友電影公司、友禾電影公司、泰影軒電影公司的老闆之一。但他仍然不忘音樂，經常會參與唱片及電影配樂等工作。
他曾監製超過二十多部電影，和導演過五又三份之一部電影，間中參與演出及電影配樂；在樂壇及影圈中均獲獎無數、包括主要大獎：香港作曲家及作詞家協會的CASH音樂成就大獎 2011、第30屆香港電影金像獎最佳原創電影音樂、最佳男配角、第十七屆香港電影評論學會大獎最佳男演員 、2012 澳洲國際華語電影節最佳男主角。除熱愛演藝事業外，泰迪羅賓亦參與許多業界的推廣工作，他是香港電影導演會的創始人之一及香港演藝人協會的永遠名譽理事。

## 背景

### 早年生活
對於泰迪羅賓的家世、出生、幼年經歷，早年的記載描述模糊或不準確，如有1948年出生，及香港出生之說。直至2012年其傳記《羅賓．看》出版，有了較詳細的記載。
泰迪羅賓的父親關永同（號仲方）是廣西桂林臨桂縣六塘鎮人，中華民國大陸時期軍官，新桂系軍閥李宗仁部下，官至少將；母親曾靜瓊出身於湖南望族。:12
泰迪羅賓生於廣西省桂林市，有五兄弟姊妹，據其自述，出生年份1945年只是後來遷居香港後隨意填報，與當時不少移民的做法相同:16。
關家曾隨李宗仁舉家遷居北平，泰迪羅賓在定居的四合院因為一次意外跌倒，導致他的脊椎斷裂，先後在北平及湖南醫治仍無果:12-15。1949年國共談判破裂，泰迪羅賓隨家人遷居香港生活，在灣仔區秀華坊成長，到港後在養和醫院繼續治療脊椎，當時的診斷為骨骼感染肺結核菌引起的骨癆（估計病菌的來源是父親一位患有肺結核的北平友人）:18-21，仍無法有效治療，從此駝背，身高亦只有150公分。五歲時便開始參演電影。早年畢業於同濟中學（小學部，1957年小六）和同濟中學（於1960年與其弟關維麟和馮淬帆一同初中畢業、1963年中五）。在校期間的讀書成績一般，時常會到修頓球場踢足球。  泰迪羅賓的洋名為「Teddy Robin」，取名自其喜歡的羅賓漢。由於小時候好動頑皮，被人形容為「Teddy boy」。他對音樂的興趣始於中學階段到舊式涼茶舖，聽到電子結他聲而被它吸引。及後當他知道可以透過學習途徑掌握彈電子結他的技巧，於是便四處請教朋友。 泰迪羅賓後來與友人成立樂隊「Teddy Robin and the Playboys」，而他的弟弟三弟、四弟也是樂隊成員。 其三弟關維麟是1980年代香港著名唱片監製。四弟關偉也是前寶麗金及新藝寶唱片的高層。
而泰迪羅賓的演藝生涯其中始於小學時期。當時11歲的他已在麗的呼聲當廣播劇童星。除了音樂外，泰迪羅賓也熱衷於繪畫，他小時候曾學素描、油畫、水彩畫。畫得一手好畫。他更為他多隻專輯設計封套，包括《I can’t be hurt any more》、《Not All Lies》、《Breakthrough》、《365 Days》、《Memories》。

### 音樂生涯
泰迪羅賓在中學畢業後在麗的映聲英文電視台任職見習編導。「Teddy Robin and the Playboys」正是他在1966年與鄭東漢、陳國明及兩名胞弟組成搖滾樂隊。於1960年代，樂隊被鑽石唱片看中而推出首張專輯。1966年「Teddy Robin and the Playboys」是麗的映聲最受歡迎的音樂節目《Soundbite 66》的主場樂隊， 1970年從麗的電視轉投無綫電視，由鍾景輝與他洽談合約事宜。當中泰迪羅賓表明想在幕前及幕後導播工作。
他在1969年為邵氏電影公司演出第一部電影《愛情的代價》。 及後泰迪羅賓在1973年重返麗的映聲主持節目《青春頌》。1974年香港樂隊浪潮己過，泰迪羅賓於1974至1978年到美國和加拿大流浪。。

### 電影生涯
至1979年，泰迪羅賓回到香港為珠城電影公司監製它的第一部電影作品《點指兵兵》（導演：章國明），為當時票房第一，一舉成名。1981年泰迪羅賓監製的《胡越的故事》電影更入圍康城電影節 － 新導演推介 （導演：許鞍華）。其後獲新藝城邀請加入創作高層，先後監製過多部名作：《彩雲曲》、《英倫琵琶》等。又經徐克推薦，導演他的第一部作品《我愛夜來香》和《衛斯理傳奇》 。
泰迪羅賓往後先後加入「好朋友電影有限公司」和「友禾電影有限公司」監製了不少名作 － 《川島芳子》、《小心間諜》等。1991年創立「泰影軒製作有限公司」，先後製作了《誘僧》、《非常偵探》、《青春火花》、《香江花月夜》。2006年為當時新晉導演郭子健監製他的第一部作品《野·良犬》，大獲好評。 2010年以演員身分一口氣參與《打擂台》、《狄仁傑之通天帝國》和《東風破》三齣電影。

## 家庭生活
泰迪羅賓已婚，婚後與妻子育有一子一女。長子是倫敦摩根士丹利工作，幼女在加拿大生活是一名糖果藝術家。

## 演出作品

### 電影
- 1970年《愛情的代價》（飾 林悟生）
- 1979年《點指兵兵》（飾 尊尼）
- 1981年《鬼馬智多星》（飾 羅賓探長）
- 1982年《難兄難弟》（飾 羅賓探長）
- 1983年《我愛夜來香》（飾 羅賓探長）
- 1984年《鴻運當頭》（飾 老虎仔）
- 1984年《英倫琵琶》（飾 超短波）
- 1984年《兩隻老虎》（飾 史泰迪）
- 1985年《打工皇帝》（飾 阿慶）
- 1987年《衛斯理傳奇》(飾 高大威)
- 1987年《用愛捉伊人》（飾 大隻賓）
- 1988年《醜探七個半》（飾 羅賓神探）
- 1988年《群龍奪寶》（飾 卓非凡）
- 1990年《小心間諜》（飾 泰迪）
- 1991年《千王1991》（飾 泰斗）
- 1992年《雙龍會》（飾 泰山）
- 1992年《籠民》（飾 唐三/馬騮佬）
- 1995年《香江花月夜》（飾 Johnny K）
- 1997年《97家有喜事》（飾 剪綵嘉賓）
- 2010年《打擂台》（飾 羅新）
- 2010年《狄仁傑之通天帝國》（飾 王博）
- 2010年《東風破》（飾 林山）
- 2013年《奇幻夜》之〈黑傘〉（飾 林伯）
- 2013年《末日派對》（飾 余重德）
- 2018年《八步半喜怒哀樂》（飾 導演）
- 2019年《如珠如寶》（飾 周大彬）
- 2023年《4拍4家族》（飾 King）

### 電視主持
- 1966年：麗的映聲英文台《Sound Beats 66》（Teddy Robin and the Playboys全體）[6]:50
- 1968年：無綫電視《青年節目》（Star Show）（Teddy Robin and the Playboys全體）[6]:62
- 1972年：麗的映聲《青春頌》[6]:64
- 2019年：香港開電視《點指BangBang》

### 其他
- 1983年：衛斯理科幻故事《藍血人》廣播劇（聲演 藍血人）
- 2011年：《兔俠傳奇》（聲演 老盟主）
- 2011年：《廉政行動2011》（飾 洪漢安）
- 2014年：《廉政行動2014》編導
- 2014年：《超級巨聲4》評判

## 幕後作品

### 導演作品
- 1983年：《我愛夜來香》
- 1987年：《衛斯理傳奇》
- 1990年：《亂世兒女》
- 1995年：《香江花月夜》
- 2013年：《奇幻夜》
- 2018年：《八步半喜怒哀樂》

### 監製作品
- 1979年：《點指兵兵》
- 1980年：《山狗》
- 1980年：《救世者》
- 1981年：《胡越的故事》
- 1982年：《彩雲曲》
- 1984年：《靈氣逼人》
- 1984年：《英倫琵琶》
- 1984年：《鴻運當頭》
- 1988年：《女子監獄》
- 1988年：《我愛太空人》
- 1988年：《應召女郎1988》
- 1988年：《點指賊賊》
- 1989年：《潘金蓮之前世今生》
- 1990年：《小心間諜》
- 1990年：《川島芳子》
- 1990年：《愛在別鄉的季節》
- 1991年：《Yes 一族》
- 1993年：《誘僧》
- 1994年：《非常偵探》
- 1994年：《青春火花》
- 1995年：《香江花月夜》
- 2006年：《野·良犬》
- 2013年：《末日・派對》[註 6]
- 2015年：《哪一天我們會飛》
- 2018年：《八步半喜怒哀樂》
- 2019年：《如珠如寶》
- 2023年：《4拍4家族》

### 配樂作品
- 1979年：《點指兵兵》
- 1980年：《山狗》
- 1980年：《救世者》
- 1981年：《鬼馬智多星》
- 1981年：《追女仔》
- 1981年：《大控訢》
- 1982年：《彩雲曲》
- 1982年：《最佳拍檔》
- 1982年：《難兄難弟》
- 1983年：《最佳拍檔大顯神通》
- 1983年：《專撬牆腳》
- 1983年：《少爺威威》
- 1985年：《打工皇帝》
- 1987年：《龍虎風雲》
- 1988年：《群龍奪寶》
- 1988年：《老虎出更》
- 1989年：《瀟酒先生》
- 1989年：《同根生》
- 1990年：《亂世兒女》
- 1990年：《小心間諜》
- 1991年：《Yes一族》
- 1991年：《四大家族之龍虎兄弟》
- 1992年：《俠盜高飛》
- 1993年：《女兒當自強》
- 1993年：《機密檔案實錄火蝴蝶》
- 1994年：《非常偵探》
- 1995年：《大冒險家》
- 1995年：《香江花月夜》
- 1996年：《黑俠》
- 1998年：《殺手之王》
- 1998年：《野獸刑警》
- 1999年：《真心話》
- 1999年：《天旋地戀》
- 2004年：《鬼馬狂想曲》
- 2007年：《野·良犬》
- 2008年：《彈道》
- 2008年：《親愛的》
- 2008年：《青苔》
- 2009年：《永久居留》
- 2010年：《打擂台》
- 2012年：《消失的子彈》
- 2013年：《末日派對》
- 2014年：《救火英雄》
- 2017年：《悟空傳》
- 2018年：《八步半喜怒哀樂》
- 2023年：《4拍4家族》

### 編劇作品
- 1979年：《點指兵兵》
- 2013年：《末日・派對》
- 2018年：《八步半喜怒哀樂》

### 歌曲合輯
- 1980年：逍遙歌集 60年代之回憶 Lies、I can’t grow peaches on a cherry tree（和花花公子樂隊）
- 1982年：猛片勁歌寶麗金 高歌Encore（追女仔插曲）
- 1983年：反鬥群星新藝城 我愛夜來香、夢想

## 音樂作品

### 個人名義
| 錄音室專輯 - Teddy Robin（1972年） - 點指兵兵（1979年） - 這是愛（1981年） - 天外人（1983年12月1日） - 凡夫赤子（1994年） - 點指泰迪羅賓（2007年） | 迷你專輯 - Teddy Robin (philips 6283 001) - 新加坡發行 - Hit EP (DEP022) 單曲 - 愛情的代價 - The First Time |

### Teddy Robin & the Playboys名義
| 錄音室專輯 - Not All Lies!（1966年） - Breakthrough（1966年） - 365 Days（1967年） - Memories（1967年） 精選專輯 - Best of Teddy Robin & The Playboys（1969年） | 單曲 - Lies - I Can't Grow Peaches On a Cherry Tree - I Dreamed of You Last Night - We Can't Go On This Way - Sands of Time - You'd Better Cry - Pretty Blue Eyes - Carrousel - I Can't Be Hurt Any More |

## 獲獎榮譽
| 年份   | 頒獎典禮             | 獎項             | 影片／作品         | 角色／作品 | 結果 |
| ------ | -------------------- | ---------------- | ------------------ | ---------- | ---- |
| 1982年 | 第19屆金馬獎         | 最佳改編音樂     | 《彩雲曲》         | 不適用     | 獲獎 |
| 1983年 | 第2屆香港電影金像獎  | 最佳主題曲       | 《小生怕怕》       | 小生怕怕   | 提名 |
| 1983年 | 第2屆香港電影金像獎  | 最佳音樂         | 《最佳拍檔》       | 不適用     | 提名 |
| 1984年 | 第3屆香港電影金像獎  | 最佳導演         | 《我愛夜來香》     | 不適用     | 提名 |
| 1987年 | 第24屆金馬獎         | 最佳電影插曲     | 《龍虎風雲》       | 不適用     | 提名 |
| 1988年 | 第7屆香港電影金像獎  | 最佳原創電影音樂 | 《龍虎風雲》       | 不適用     | 提名 |
| 1988年 | 第7屆香港電影金像獎  | 最佳原創電影歌曲 | 《龍虎風雲》       | 要爭取快樂 | 提名 |
| 1990   | 第27屆金馬獎         | 最佳劇情片       | 《愛在別鄉的季節》 | 不適用     | 提名 |
| 1991年 | 第10屆香港電影金像獎 | 最佳電影         | 《愛在別鄉的季節》 | 不適用     | 提名 |
| 1994年 | 第13屆香港電影金像獎 | 最佳電影         | 《誘僧》           | 不適用     | 提名 |
| 1995年 | 第32屆金馬獎         | 最佳電影插曲     | 《香江花月夜》     | 香江花月夜 | 提名 |
| 2011年 | 香港電影評論學會大獎 | 最佳男演員       | 《打擂台》         | 羅新       | 獲獎 |
| 2011年 | 第30屆香港電影金像獎 | 最佳男配角       | 《打擂台》         | 羅新       | 獲獎 |
| 2011年 | 第30屆香港電影金像獎 | 最佳原創電影音樂 | 《打擂台》         | 不適用     | 獲獎 |
| 2012年 | 第49屆金馬獎         | 最佳原創電影音樂 | 《消失的子彈》     | 不適用     | 提名 |
| 2013年 | 第32屆香港電影金像獎 | 最佳原創電影音樂 | 《消失的子彈》     | 不適用     | 提名 |
| 2014年 | 第33屆香港電影金像獎 | 最佳原創電影音樂 | 《救火英雄》       | 不適用     | 提名 |
| 2019年 | 第38屆香港電影金像獎 | 最佳原創電影音樂 | 《八步半喜怒哀樂》 | 不適用     | 提名 |
| 2024年 | 第42屆香港電影金像獎 | 最佳原創電影音樂 | 《4拍4家族》       | 不適用     | 獲獎 |

- 2012年 -《東風破》獲得金考拉國際華語電影節 - 「最佳男主角」殊榮[15]。
- 2011年 - 香港作曲家及作詞家協會 - CASH音樂成就大獎 ，屬香港音樂界的最高榮譽。
- 2017年 - 亞洲躍動電影展頒發第一屆「終身成就獎」予泰迪羅賓，以表揚他對演藝界的成就[16]。泰迪羅賓值得一提的音樂作品是概念大碟《天外人》，歌詞由潘源良一手包辦，是香港流行樂壇罕見的故事性組曲。

## 影視媒體形象
- 《金像獎歌曲頒獎典禮1988》：由盧海鵬扮演大食羅賓，模仿泰迪羅賓。
- 《Sunday扮嘢王》：2014年綜藝節目，由王祖藍扮演Daddy Robin，模仿泰迪羅賓。
- 《福祿壽訓練學院》：2024年綜藝節目，由王祖藍扮演大食羅賓，致敬盧海鵬過去的模仿表演；參賽者李建邦亦在海選環節模仿泰迪羅賓。

## 外部鏈接
- Teddy Robin Fan Club 泰迪羅賓粉絲 Facebook專頁
- 泰迪羅賓在香港影庫上的簡介